# Conrad Olsen
Conrad Olsen (Bergen, 6 de julio de 1891-Bærum, 19 de octubre de 1970) fue un deportista noruego que compitió en remo. Participó en los Juegos Olímpicos de Amberes 1920, obteniendo una medalla de bronce en la prueba de ocho con timonel.

## Palmarés internacional
| Juegos Olímpicos | Juegos Olímpicos  | Juegos Olímpicos  | Juegos Olímpicos |
| Año              | Lugar             | Medalla           | Prueba           |
| ---------------- | ----------------- | ----------------- | ---------------- |
| 1920             | Amberes (Bélgica) | Medalla de bronce | Ocho con timonel |